# Kleine Prespameer
Het Kleine Prespameer (Grieks: Μικρή Πρέσπα, Mikri Prespa; Albanees: Liqeni i Prespës së Vogël) is een meer in het noordwesten van Griekenland en het zuidoosten van Albanië. Het is het hoogst gelegen meer van de Balkan. Het ligt direct ten zuiden van het Grote Prespameer, waarmee het door een natuurlijke waterweg wordt verbonden. Ooit vormden beide meren één geheel.
Alleen de westelijkste tien procent van het meer liggen op Albanees grondgebied. Dit gedeelte is sterk verland ten gevolge van de aanleg van een kanaal naar de bovenloop van de rivier de Devoll, waarvandaan veel slib in het meer terecht is gekomen.
In het meer bevindt zich een eiland, Agios Achillios, waar de ruïnes te vinden zijn van een 10e-eeuwse Byzantijnse basiliek.
Het Griekse deel van het meer maakt deel uit van het Nationaal Park Prespa en heeft als drasland de status van Ramsargebied. Ook het Albanese deel is ondergebracht in een nationaal park, dat eveneens Nationaal Park Prespa heet.